# Élection présidentielle syrienne de 1953
L'élection présidentielle syrienne de 1953 s'est tenue le 10 juillet 1953 en Syrie en même temps qu'un référendum constitutionnel. Tous deux avaient été organisés par Adib Chichakli, après qu'un projet de constitution, élaboré au Conseil des ministres, eut été rendu public le 21 juin de la même année.

« Le même jour, il a été annoncé, par décret no 151, que le peuple syrien, hommes et femmes, aurait, d'une part, à se prononcer le 10 juillet sur ce projet par plébiscite, d'autre part, à désigner, au scrutin secret et direct, le président de la République. »

Adib Chichakli se présente sans opposition, et remporte sans surprise le scrutin avec 100 % des suffrages exprimés. La Constitution est par ailleurs adoptée par 99,69 % des votants,.

## Résultats
| Candidat                  | Candidat                  | Parti                         | Voix    | %     |  |
| ------------------------- | ------------------------- | ----------------------------- | ------- | ----- |  |
|                           | Adib Chichakli            | Mouvement de libération arabe | 861 910 | 100   |  |
|                           |                           |                               |         |       |  |
| Votes valides             | Votes valides             | Votes valides                 | 861 910 | 99,71 |  |
| Votes blancs et invalides | Votes blancs et invalides | Votes blancs et invalides     | 2 515   | 0,29  |  |
| Total                     | Total                     | Total                         | 864 425 | 100   |  |
| Abstentions               | Abstentions               | Abstentions                   | 130 992 | 13,16 |  |
| Inscrits / Participation  | Inscrits / Participation  | Inscrits / Participation      | 995 417 | 86,84 |  |